# Mafra (freguesia)
Mafra es una freguesia portuguesa del concelho de Mafra, con 47,67 km² de superficie y 11.276 habitantes (2001). Su densidad de población es de 236,5 hab/km².